# Senatori del Maryland
Il Maryland è entrato a far parte degli Stati Uniti d'America a partire dal 28 aprile 1788. I Senatori del Maryland appartengono alle classi 1 e 3. Gli attuali senatori sono i democratici Angela Alsobrooks e Chris Van Hollen.

## Classe 1
| N.      | Foto    | Senatore                  | Partito                                  | Carica           | Carica           | Congresso                                                                          | Mandati               | Elezioni                                                                            |
| N.      | Foto    | Senatore                  | Partito                                  | Inizio           | Termine          | Congresso                                                                          | Mandati               | Elezioni                                                                            |
| ------- | ------- | ------------------------- | ---------------------------------------- | ---------------- | ---------------- | ---------------------------------------------------------------------------------- | --------------------- | ----------------------------------------------------------------------------------- |
| 1       |         | Charles Carroll           | Pro-Amministrazione                      | 4 marzo 1789     | 30 novembre 1892 | 1 · 2                                                                              | 1 1⁄2                 | 1789 · 1792 Dimessosi                                                               |
| Vacante | Vacante | Vacante                   | Vacante                                  | 30 novembre 1892 | 10 gennaio 1793  | 2                                                                                  |                       |                                                                                     |
| 2       |         | Richard Potts             | Pro-Amministrazione                      | 10 gennaio 1793  | 24 ottobre 1796  | 2 · 3 · 4                                                                          | 1⁄2                   | Eletto per terminare il mandato di Carroll Dimessosi                                |
| Vacante | Vacante | Vacante                   | Vacante                                  | 24 ottobre 1796  | 30 novembre 1796 | 4                                                                                  |                       |                                                                                     |
| 3       |         | John Eager Howard         | Federalista                              | 30 novembre 1796 | 3 marzo 1803     | 4 · 5 · 6 · 7                                                                      | 1 1⁄2                 | Eletto per terminare il mandato di Potts · 1796                                     |
| 4       |         | Samuel Smith              | Democratico-Repubblicano                 | 4 marzo 1803     | 3 marzo 1815     | 8 · 9 · 10 · 11 · 12 · 13                                                          | 2                     | 1802 · 1809                                                                         |
| Vacante | Vacante | Vacante                   | Vacante                                  | 4 marzo 1815     | 4 febbraio 1816  | 14                                                                                 | Elezione non riuscita | Elezione non riuscita                                                               |
| 5       |         | Robert Goodloe Harper     | Federalista                              | 5 febbraio 1816  | 6 dicembre 1816  | 14                                                                                 | 1⁄2                   | 1816 Dimessosi                                                                      |
| Vacante | Vacante | Vacante                   | Vacante                                  | 6 dicembre 1816  | 20 dicembre 1816 | 14                                                                                 |                       |                                                                                     |
| 6       |         | Alexander Contee Hanson   | Federalista                              | 20 dicembre 1816 | 23 aprile 1819   | 14 · 15 · 16                                                                       | 1⁄2                   | Eletto per terminare il mandato di Harper Deceduto                                  |
| Vacante | Vacante | Vacante                   | Vacante                                  | 23 aprile 1819   | 21 dicembre 1819 | 16                                                                                 |                       |                                                                                     |
| 7       |         | William Pinkney           | Democratico-Repubblicano                 | 21 dicembre 1819 | 25 febbraio 1822 | 16 · 17                                                                            | 1⁄2                   | Eletto per terminare il mandato di Hanson · 1821 Deceduto                           |
| Vacante | Vacante | Vacante                   | Vacante                                  | 25 febbraio 1822 | 17 dicembre 1822 | 17                                                                                 |                       |                                                                                     |
| 8       |         | Samuel Smith              | Democratico-Repubblicano poi Jacksoniano | 17 dicembre 1822 | 3 marzo 1833     | 17 · 18 · 19 · 20 · 21 · 22                                                        | 1 1⁄2                 | Eletto per terminare il mandato di Pinkney · 1827                                   |
| 9       |         | Joseph Kent               | Anti-Jacksoniano poi Whig                | 4 marzo 1833     | 24 novembre 1837 | 23 · 24 · 25                                                                       | 1⁄2                   | 1833 Deceduto                                                                       |
| Vacante | Vacante | Vacante                   | Vacante                                  | 24 novembre 1837 | 4 gennaio 1838   | 25                                                                                 |                       |                                                                                     |
| 10      |         | William Duhurst Merrick   | Whig                                     | 4 gennaio 1838   | 3 marzo 1845     | 25 · 26 · 27 · 28                                                                  | 1 1⁄2                 | Eletto per terminare il mandato di Kent · 1839                                      |
| 11      |         | Reverdy Johnson           | Whig                                     | 4 marzo 1845     | 7 marzo 1849     | 29 · 30 · 31                                                                       | 1⁄2                   | 1845 Dimessosi per divenire Procuratore generale                                    |
| Vacante | Vacante | Vacante                   | Vacante                                  | 7 marzo 1849     | 6 dicembre 1849  | 31                                                                                 |                       |                                                                                     |
| 12      |         | David Stewart             | Whig                                     | 6 dicembre 1849  | 12 gennaio 1850  | 31                                                                                 | 1⁄2                   | Nominato per continuare il mandato di Johnson Dimessosi all'elezione del successore |
| 13      |         | Thomas Pratt              | Whig                                     | 12 gennaio 1850  | 3 marzo 1857     | 31 · 32 · 33 · 34                                                                  | 1 1⁄2                 | Eletto per terminare il mandato di Johnson · 1851                                   |
| 14      |         | Anthony Kennedy           | Americano                                | 4 marzo 1857     | 3 marzo 1863     | 35 · 36 · 37                                                                       | 1                     | 1856                                                                                |
| 15      |         | Reverdy Johnson           | Unionista poi Democratico                | 4 marzo 1863     | 10 luglio 1868   | 38 · 39 · 40                                                                       | 1⁄2                   | 1862 Divenuto ambasciatore nel Regno Unito                                          |
| Vacante | Vacante | Vacante                   | Vacante                                  | 10 luglio 1868   | 13 luglio 1868   | 40                                                                                 |                       |                                                                                     |
| 16      |         | William Pinkney Whyte     | Democratico                              | 13 luglio 1868   | 3 marzo 1869     | 40                                                                                 | 1⁄2                   | Nominato per terminare il mandato di Johnson Dimessosi                              |
| 17      |         | William Thomas Hamilton   | Democratico                              | 4 marzo 1869     | 3 marzo 1875     | 41 · 42 · 43                                                                       | 1                     | 1868 Candidatosi come Governatore                                                   |
| 18      |         | William Pinkney Whyte     | Democratico                              | 4 marzo 1875     | 3 marzo 1881     | 44 · 45 · 46                                                                       | 1                     | 1874 Non ricandidatosi                                                              |
| 19      |         | Arthur Pue Gorman         | Democratico                              | 4 marzo 1881     | 3 marzo 1899     | 47 · 48 · 49 · 50 · 51 · 52 · 53 · 54 · 55                                         | 3                     | 1881 · 1887 · 1893 Perse la rielezione                                              |
| 20      |         | Louis E. McComas          | Repubblicano                             | 4 marzo 1899     | 3 marzo 1905     | 56 · 57 · 58                                                                       | 1                     | 1899 Divenuto giudice della corte d'appello                                         |
| 21      |         | Isidor Rayner             | Democratico                              | 4 marzo 1905     | 25 novembre 1912 | 59 · 60 · 61 · 62                                                                  | 1 1⁄2                 | 1905 · 1911 Deceduto                                                                |
| Vacante | Vacante | Vacante                   | Vacante                                  | 25 novembre 1912 | 29 novembre 1912 | 62                                                                                 |                       |                                                                                     |
| 22      |         | William P. Jackson        | Repubblicano                             | 29 novembre 1912 | 28 gennaio 1914  | 62 · 63                                                                            | 1⁄2                   | Nominato per continuare il mandato di Rayner Dimessosi all'elezione del successore  |
| 23      |         | Blair Lee                 | Democratico                              | 28 gennaio 1914  | 3 marzo 1917     | 63 · 64                                                                            | 1⁄2                   | Eletto per terminare il mandato di Rayner Perse la rielezione                       |
| 24      |         | Joseph I. France          | Repubblicano                             | 4 marzo 1917     | 3 marzo 1923     | 65 · 66 · 67                                                                       | 1                     | 1916 Perse la rielezione                                                            |
| 25      |         | William Cabell Bruce      | Democratico                              | 4 marzo 1923     | 3 marzo 1929     | 68 · 69 · 70                                                                       | 1                     | 1922 Perse la rielezione                                                            |
| 26      |         | Phillips Lee Goldsborough | Repubblicano                             | 4 marzo 1929     | 3 gennaio 1935   | 71 · 72 · 73                                                                       | 1                     | 1928 Candidatosi come Governatore                                                   |
| 27      |         | George L. P. Radcliffe    | Democratico                              | 3 gennaio 1935   | 3 gennaio 1947   | 74 · 75 · 76 · 77 · 78 · 79                                                        | 2                     | 1934 · 1940 Non ottenne la ricandidatura                                            |
| 28      |         | Herbert O'Conor           | Democratico                              | 3 gennaio 1947   | 3 gennaio 1953   | 80 · 81 · 82                                                                       | 1                     | 1946 Non ricandidatosi                                                              |
| 29      |         | James Glenn Beall         | Repubblicano                             | 3 gennaio 1953   | 3 gennaio 1965   | 83 · 84 · 85 · 86 · 87 · 88                                                        | 2                     | 1952 · 1958 Perse la rielezione                                                     |
| 30      |         | Joseph Tydings            | Democratico                              | 3 gennaio 1965   | 3 gennaio 1971   | 89 · 90 · 91                                                                       | 1                     | 1964 Perse la rielezione                                                            |
| 31      |         | John Glenn Beall Jr.      | Repubblicano                             | 3 gennaio 1971   | 3 gennaio 1977   | 92 · 93 · 94                                                                       | 1                     | 1970 Perse la rielezione                                                            |
| 32      |         | Paul Sarbanes             | Democratico                              | 3 gennaio 1977   | 3 gennaio 2007   | 95 · 96 · 97 · 98 · 99 · 100 · 101 · 102 · 103 · 104 · 105 · 106 · 107 · 108 · 109 | 5                     | 1976 · 1982 · 1988 · 1994 · 2000 Non ricandidatosi                                  |
| 33      |         | Ben Cardin                | Democratico                              | 3 gennaio 2007   | 3 gennaio 2025   | 110 · 111 · 112 · 113 · 114 · 115 · 116 · 117 · 118                                | 3                     | 2006 · 2012 · 2018 Non ricandidatosi                                                |
| 34      |         | Angela Alsobrooks         | Democratico                              | 3 gennaio 2025   | in carica        | 119                                                                                | 7                     | 2024                                                                                |

## Classe 3
| N.      | Foto    | Senatore                  | Partito                                  | Carica           | Carica           | Congresso                                                                               | Mandati                                                              | Elezioni                                                                                             |
| N.      | Foto    | Senatore                  | Partito                                  | Inizio           | Termine          | Congresso                                                                               | Mandati                                                              | Elezioni                                                                                             |
| ------- | ------- | ------------------------- | ---------------------------------------- | ---------------- | ---------------- | --------------------------------------------------------------------------------------- | -------------------------------------------------------------------- | --- |
| 1       |         | John Henry                | Pro-amministrazione                      | 4 marzo 1789     | 10 dicembre 1797 | 1 · 2 · 3 · 4 · 5                                                                       | 4 1⁄2                                                                | 1788 · 1795 Divenuto Governatore                                                                     |
| 2       |         | James Lloyd               | Federalista                              | 11 dicembre 1797 | 1 dicembre 1800  | 5 · 6                                                                                   | 1⁄2                                                                  | Eletto per terminare il mandato di Henry · Dimessosi                                                 |
| Vacante | Vacante | Vacante                   | Vacante                                  | 1 dicembre 1800  | 12 dicembre 1800 | 6                                                                                       |                                                                      | |
| 3       |         | William Hindman           | Federalista                              | 12 dicembre 1800 | 19 novembre 1801 | 6 · 7                                                                                   | 1⁄2                                                                  | Eletto per terminare il mandato di Henry Dimessosi all'elezione del successore                       |
| 4       |         | Robert Wright             | Democratico-Repubblicano                 | 19 novembre 1801 | 12 novembre 1806 | 7 · 8 · 9                                                                               | 1⁄2                                                                  | Eletto per terminare il mandato di Hindman Dimessosi per diventare Governatore                       |
| Vacante | Vacante | Vacante                   | Vacante                                  | 12 novembre 1806 | 25 novembre 1806 | 9                                                                                       |                                                                      | |
| 5       |         | Philip Reed               | Democratico-Repubblicano                 | 25 novembre 1806 | 3 marzo 1813     | 9 · 10 · 11 · 12                                                                        | 1 1⁄2                                                                | Eletto per terminare il mandato di Wright · 1806                                                     |
| Vacante | Vacante | Vacante                   | Vacante                                  | 3 marzo 1813     | 21 marzo 1806    | 13                                                                                      |                                                                      | |
| 6       |         | Robert Henry Goldsborough | Federalista                              | 21 maggio 1813   | 3 marzo 1819     | 13 · 14 · 15                                                                            | 1                                                                    | 1813                                                                                                 |
| Vacante | Vacante | Vacante                   | Vacante                                  | 3 marzo 1819     | 20 dicembre 1819 | 16                                                                                      |                                                                      | |
| 7       |         | Edward Lloyd              | Democratico-Repubblicano poi Jacksoniano | 21 dicembre 1819 | 14 gennaio 1826  | 16 · 17 · 18 · 19                                                                       | 1 1⁄2                                                                | 1819 · 1825 Dimessosi                                                                                |
| Vacante | Vacante | Vacante                   | Vacante                                  | 14 gennaio 1826  | 24 gennaio 1826  | 19                                                                                      |                                                                      | |
| 8       |         | Ezekiel F. Chambers       | Anti-Jacksoniano                         | 24 gennaio 1826  | 20 dicembre 1834 | 19 · 20 · 21 · 22 · 23                                                                  | 1 1⁄2                                                                | Eletto per terminare il mandato di Lloyd · 1831 Dimessosi per divenire giudice della Corte d'appello |
| Vacante | Vacante | Vacante                   | Vacante                                  | 20 dicembre 1834 | 13 gennaio 1835  | 24                                                                                      |                                                                      | |
| 9       |         | Robert Henry Goldsborough | Anti-Jacksoniano                         | 13 gennaio 1835  | 5 ottobre 1836   | 23 · 24                                                                                 | 1⁄2                                                                  | Eletto per terminare il mandato di Chambers Deceduto                                                 |
| Vacante | Vacante | Vacante                   | Vacante                                  | 5 ottobre 1836   | 31 dicembre 1836 | 24                                                                                      |                                                                      | |
| 10      |         | John S. Spence            | Anti-Jacksoniano poi Whig                | 31 dicembre 1836 | 24 ottobre 1840  | 24 · 25 · 26                                                                            | 1⁄2                                                                  | Eletto per terminare il mandato di Chambers · 1837 Deceduto                                          |
| Vacante | Vacante | Vacante                   | Vacante                                  | 24 ottobre 1840  | 5 gennaio 1841   | 26                                                                                      |                                                                      | |
| 11      |         | John Leeds Kerr           | Whig                                     | 5 gennaio 1841   | 3 marzo 1843     | 27 · 27                                                                                 | 1⁄2                                                                  | Eletto per terminare il mandato di Spence                                                            |
| 12      |         | James Pearce              | Whig poi Democratico                     | 4 marzo 1843     | 20 dicembre 1862 | 28 · 29 · 30 · 31 · 32 · 33 · 34 · 35 · 36 · 37                                         | 9 1⁄2                                                                | 1843 · 1849 · 1855 · 1861 Deceduto                                                                   |
| Vacante | Vacante | Vacante                   | Vacante                                  | 20 dicembre 1862 | 29 dicembre 1862 | 37                                                                                      |                                                                      | |
| 13      |         | Thomas Holliday Hicks     | Unionista                                | 29 dicembre 1862 | 14 febbraio 1865 | 37 · 38                                                                                 | 1⁄2                                                                  | Nominato per continuare il mandato di Pearce · Eletto per continuare il mandato di Pearce Deceduto   |
| Vacante | Vacante | Vacante                   | Vacante                                  | 14 febbraio 1865 | 9 marzo 1865     | 38                                                                                      |                                                                      | |
| 14      |         | John Creswell             | Unionista                                | 9 marzo 1865     | 3 marzo 1867     | 39                                                                                      | 1⁄2                                                                  | Eletto per terminare il mandato di Pearce                                                            |
| Vacante | Vacante | Vacante                   | Vacante                                  | 4 marzo 1867     | 7 marzo 1868     | 40                                                                                      | Il senatore eletto Philip Francis Thomas sosteneva la Confederazione | Il senatore eletto Philip Francis Thomas sosteneva la Confederazione                                 |
| 15      |         | George Vickers            | Democratico                              | 7 marzo 1868     | 3 marzo 1873     | 40 · 41 · 42                                                                            | 1⁄2                                                                  | Eletto per terminare il mandato di Thomas                                                            |
| 16      |         | George R. Dennis          | Democratico                              | 4 marzo 1873     | 4 marzo 1879     | 43 · 44 · 45                                                                            | 1                                                                    | 1873                                                                                                 |
| 17      |         | James B. Groome           | Democratico                              | 4 marzo 1879     | 3 marzo 1879     | 46 · 47 · 48                                                                            | 1                                                                    | 1878                                                                                                 |
| 18      |         | Ephraim Wilson            | Democratico                              | 4 marzo 1885     | 24 febbraio 1891 | 49 · 50 · 51                                                                            |                                                                      | 1884 · 1890 Deceduto                                                                                 |
| Vacante | Vacante | Vacante                   | Vacante                                  | 24 febbraio 1891 | 19 novembre 1891 | 51 · 52                                                                                 |                                                                      | |
| 19      |         | Charles Hopper Gibson     | Democratico                              | 19 novembre 1891 | 3 marzo 1897     | 52 · 53 · 54                                                                            | 1                                                                    | Eletto per terminare il mandato di Wilson                                                            |
| 20      |         | George L. Wellington      | Repubblicano                             | 4 marzo 1897     | 3 marzo 1903     | 55 · 56 · 57                                                                            | 1                                                                    | 1896 Non ricandidatosi                                                                               |
| 21      |         | Arthur Pue Gorman         | Democratico                              | 4 marzo 1903     | 4 giugno 1906    | 58 · 59                                                                                 | 1⁄2                                                                  | 1902 Deceduto                                                                                        |
| Vacante | Vacante | Vacante                   | Vacante                                  | 4 giugno 1906    | 8 giugno 1906    | 59                                                                                      |                                                                      | |
| 22      |         | William Pinkney Whyte     | Democratico                              | 8 giugno 1906    | 17 marzo 1908    | 59 · 60                                                                                 | 1⁄2                                                                  | Eletto per terminare il mandato di Gorman Deceduto                                                   |
| Vacante | Vacante | Vacante                   | Vacante                                  | 17 marzo 1908    | 25 marzo 1908    | 60                                                                                      |                                                                      | |
| 23      |         | John Walter Smith         | Democratico                              | 25 marzo 1908    | 3 marzo 1921     | 60 · 61 · 62 · 63 · 64 · 65 · 66                                                        | 2 1⁄2                                                                | Eletto per terminare il mandato di Gorman · 1908 · 1914 Perse la rielezione                          |
| 24      |         | Ovington Weller           | Repubblicano                             | 4 marzo 1921     | 3 marzo 1927     | 67 · 68 · 69                                                                            | 1                                                                    | 1920 Perse la rielezione                                                                             |
| 25      |         | Millard Tydings           | Democratico                              | 4 marzo 1927     | 3 gennaio 1951   | 70 · 71 · 72 · 73 · 74 · 75 · 76 · 77 · 78 · 79 · 80 · 81                               | 4                                                                    | 1926 · 1932 · 1938 · 1944 Perse la rielezione                                                        |
| 26      |         | John Marshall Butler      | Repubblicano                             | 3 gennaio 1951   | 2 gennaio 1963   | 82 · 83 · 84 · 85 · 86 · 87                                                             | 2                                                                    | 1950 · 1956 Non ricandidatosi                                                                        |
| 27      |         | Daniel B. Brewster        | Democratico                              | 3 gennaio 1963   | 3 gennaio 1969   | 88 · 89 · 90                                                                            | 1                                                                    | 1962 Perse la rielezione                                                                             |
| 28      |         | Charles Mathias           | Repubblicano                             | 3 gennaio 1969   | 3 gennaio 1987   | 91 · 92 · 93 · 94 · 95 · 96 · 97 · 98 · 99                                              | 3                                                                    | 1968 · 1974 · 1980 Non ricandidatosi                                                                 |
| 29      |         | Barbara Mikulski          | Democratico                              | 3 gennaio 1987   | 3 gennaio 2017   | 100 · 101 · 102 · 103 · 104 · 105 · 106 · 107 · 108 · 109 · 110 · 111 · 112 · 113 · 114 | 5                                                                    | 1986 · 1992 · 1998 · 2004 · 2010 Non ricandidatasi                                                   |
| 30      |         | Chris Van Hollen          | Democratico                              | 3 gennaio 2017   | in carica        | 115 · 116 · 117 · 118 · 119 · 120                                                       | 2                                                                    | 2016 · 2022                                                                                          |